# 敏惠恭和元妃
敏惠恭和元妃（1609年—1641年），名海兰珠:478—479（穆麟德轉寫：Hairanju:165），博尔济吉特氏，谥号敏惠恭和元妃，清太宗皇太极之妃，孝端文皇后的侄女，孝莊文皇后的姐姐。她是成吉思汗二弟哈撒尔19世孙女。

## 名字
海兰珠一名出于《滿文老檔》原档记录，乾隆帝因避讳之故，下令以白纸贴盖，两百年未外传:478—479。写作满语：，穆麟德轉寫：Hairanju:165。
此名有不同解释。2014年时，纪连海解释其名在蒙古语中意为“玉”。2022年，研究者王冕森指，该名是满语“Hairambi”一词的名詞化形式，意为“爱惜的”、“怜爱的”。非传统蒙古族人名。他引用他人说法，因当时蒙古人起满语名字少见，故推测此名不是她的本名，而是皇太極在婚后给予的赐名:165。有作者称其名为乌优塔，但未提供来源。

## 生平
海兰珠出身于科尔沁部，寨桑和博礼之女。天聪八年（1634年）十月十六日 ，在哥哥台吉吴克善护送下，时年二十六岁的海兰珠由科爾沁部至盛京。皇太极偕诸福晋亲迎，设大宴成婚，纳为福晋。她的姑姑哲哲同為皇太極的福晉，稱為汗妻大福晉。早在天命十年（1625年）二月（九年前），海蘭珠當時年仅十三岁的妹妹布木布泰（即孝莊文皇后）就已嫁给了皇太极。当代研究者推测，已超过当时女性初婚年齡的海兰珠可能是寡妇改嫁或离婚再嫁:84，前夫何人已无可考證:165。
崇德元年（1636年）四月，皇太極在盛京皇宮崇政殿內舉行豋基儀式並改國號為清；同年七月初十日，皇太极册封五大福晋时，封东关雎宫福晋（dergi hūwaliyasundoronggo booi fujin）为东大福晋（dergi amba fujin），汉文即为宸妃。海蘭珠亦可被稱爲东大福晋、宸大福晉或东大福晋宸妃，地位僅次於姑母清寧宮中宮國君福晉哲哲，位列四妃之首。
崇德二年七月初八日（1637年8月27日），宸妃生皇太极第八子，皇太极为此大赦。大赦是立太子时才会有的举措。他们母子最受皇太极宠爱，惟此子尚未命名，就于崇德三年正月二十八日（1638年3月13日）夭折，未满岁。值得一提是，海蘭珠之子死後兩天，其妹永福宮莊妃布木布泰誕下皇九子福臨，即順治帝。
祟德六年九月（1641年9月）十七日二更，皇太极在松锦战场上听闻宸妃海兰珠生病，便抛下大战在即的战场，率領輕騎數十馳日夜赶回盛京皇宮去见海兰珠，其餘軍兵在半夜才知道皇太極已離去。根據朝鲜史料《昭顯沈陽日記》的记载，此次赶回盛京途中，因天寒地冻且途中赶得较急，五匹马接连暴毙。未到宫前的九月十八日，宸妃已逝世，享年三十三歲。
皇太极看到僧道巫覡雜踏如祈祝之狀，悲恸之至，不能自持而哭到晕厥。六昼夜几乎不眠不食，几次哭晕。在第七日早晨陷入昏迷，至中午才苏醒过来。宸妃海兰珠之丧为国丧，是年十月賜谥号敏惠恭和元妃，滿文謚號則為敏惠恭和大福晋。郡王阿達禮和輔國公扎哈納在妃喪期間作樂皆坐奪爵。雖已為海蘭珠定下正式謚號，惟皇太極一朝後，基本上只稱其為宸妃。
崇德八年二月初一日，皇太極下了一道敕諭稱己酉年出生的敏惠恭和元妃命中註定薨逝，三年未葬，今遵循大清律例進行火葬。
康熙帝、乾隆帝东巡祭昭陵时，都会遣官祭祀。乾隆帝四次致祭，均包括敏惠恭和元妃。惟嘉慶朝的礼部官员称，乾隆间历次盛京典礼档案所载致祭之妃等名号，敏惠恭和元妃均無載，原因已无稽可考，礼部官员亦不敢擅自增添宸妃。因此，嘉庆朝以后的实录记载祭祀昭陵妃园寝都没有了敏惠恭和元妃。当代研究者王冕森指，实是“礼部衙门糊涂懒政”，导致敏惠恭和元妃失去祭祀，甚至“葬地不明”:169—170。

## 封号相关

### 元妃之意
在皇太極時期的滿文檔案中，海蘭珠生前封號的滿文寫作「hanciki amba fujin」，意為「近处大福晉」。海蘭珠去世後，稱為敏惠恭和元妃，此詞被寫為「mergen fulehun hūwaliyasun gungnecuke hanciki amba fujin」，意為「聰明恩惠和諧恭敬近的大福晉」:166—167，但是在順治和康熙兩朝，則被寫為「mergen fulehun hūwaliyasun gungnecuke amba fujin」，意為「聰明恩惠和諧恭敬大福晉」，而在乾隆朝，更被寫為「mergen fulehun hūwaliyasun gungnecuke amba fei」，意為「聰明恩惠和諧恭敬大妃」。
學者對敏惠恭和元妃謚號在漢文和滿文上存在的差異有三種推論。第一種推論認為皇太極對海蘭珠的非常待遇之下，在制度方面遇到壁壘，故而只能在漢文上給予元妃名號，而在滿文上則未予承認，因為元妃這個稱呼在漢文上多專指「原娶之嫡室福晉」（neneme），可是敏惠恭和元妃的元妃，滿文寫為「amba fujin」（大福晉）。第二種推論認為漢語中的「元」字有「大」之意，所以元妃可能是對滿文大福晉此詞的直接翻譯，而第三種推論則認為漢語中的「元」字有「第一」之意，而且以當時的零星史料來看，皇太極的後宮擁有明確的排序，例如福晋扎魯特博爾濟吉特氏就曾被稱為「第三福晉」，所以元妃可能是指「第一妃」，即是除中宮國主福晉孝端文皇后之外，在其餘四位「妃」之內，以敏惠恭和元妃居首:168。
本该对应「皇后」的哲哲，她的新封号国主哈屯 (ulus-un eǰen qatun) 是一个前所未有的，並且「位出诸福晉之上」的词语；而本该对应「妃」的海兰珠，却使用了在传统上代表皇后的封号—大哈屯 (yeke qatun) 。她死后追封敏惠恭和元妃 (nairamdaγu sečen yeke qatun) 亦是如此。實則麟趾宫贵妃娜木钟的封号也是類似的西大哈屯 (baraγun yeke qatun) 。由此可見，皇太極只不過是在海蘭珠原有的大哈屯封号前加上美谥，并没有任何抬等或升格的特殊意思。

### 宸妃冊文
- 崇德元年七月，册封东宫大福晋
  - 冊文曰：奉天承运，宽温仁圣汗制曰，天地授命而来，既有汗主一代之治，则必有天赐福晋赞襄于侧。汗御极后，定诸福晋之名号，乃古圣汗所定之大典。今我正大位，当做古圣汗所定大典。我所遇福晋，蒙古科尔沁部博尔济吉特氏，特赐尔册文，命为东宫关雎宫大福晋宸妃。尔务以清廉端庄仁孝谦恭之义，谨遵国君福晋训诲，勿违我之至意。（取自滿文老檔）
- 崇德六年十月，追谥宸妃为敏惠恭和元妃
  - 册文曰：奉天承运，宽温仁圣皇帝制曰，惟尔关雎宫宸妃，侍朕以来，即加优眷，崇德元年七月初十日已封尔为关雎宫宸妃，今仿古典，复加追增，俾尔淑懿扬于后冀。故追封为敏惠恭和元妃。庶几有知，服我休命。（取自清太宗實錄）

## 清史稿記載
- 《清史稿·后妃列传》：敏惠恭和元妃。博尔济吉特氏，孝莊皇后姊也，天聪八年来归，崇德元年，封关雎宫宸妃，妃有宠于太宗，生子，为大赦，子二岁殇，未命名。六年九月，太宗方伐明，闻妃病而还，未至，妃已薨，上恸甚，一日忽迷惘，自午酉始瘥，乃悔曰“天生朕为抚世安民，岂为一妇人哉？朕不能自持，天地祖宗特示遣也。”上仍悲悼不已。诸王大臣请出猎，遂猎蒲河。还时过妃墓，复大动。妃母和硕妃来书，上命内大臣掖舆临妃墓，郡王阿达礼，辅国公扎哈纳当妃丧作乐，皆坐夺爵。

## 影視作品
| 影視作品                  | 飾演海蘭珠的演員 |
| ------------------------- | ---------------- |
| 1994年《一代皇后大玉兒》  | 鮑正芳           |
| 2002年《孝庄秘史》        | 何赛飞           |
| 2012年《山河恋·美人无泪》 | 张檬             |
| 2015年《大玉儿传奇》      | 何花             |
| 2017年《独步天下》        | 唐艺昕           |
| 2020年《长安诺》          | 刘萌萌           |

## 延伸阅读
[在维基数据编辑]
 《清史稿/卷214》，出自趙爾巽《清史稿》